# Neilson Poe

Neilson Poe

Neilson Poe [ˈnɛlson] (* 11. August 1809 in Baltimore, Maryland; † 4. Januar 1884 ebenda) war ein US-amerikanischer Jurist, Unternehmer sowie Eigentümer und Redakteur mehrerer Zeitungen. Er war ein Cousin 2. Grades Edgar Allan Poes.

## Leben und Werk
Neilson Poe war ein Sohn von Jacob Poe (1775–1860) und dessen Ehefrau Bridget, geb. Kennedy (1775–1844). Er hatte vier Geschwister, darunter eine Zwillingsschwester. Sein Großvater war der Bankier George Poe (1778–1864), Bruder von Edgar Allan Poes Großvater David Poe senior.

Nachruf in The New York Times

Mit 18 begann Neilson Poe eine Ausbildung als Journalist bei der Baltimore Gazette and Advertiser, deren Eigentümer Barrister William Gwynn war, bei dem Edgar Allan Poes Vater David Poe, Jr. sich in die Rechtswissenschaft hatte unterweisen lassen. 1830 wurde Neilson Poe Redakteur und Eigentümer des Frederick Examiner (in Frederick, Maryland). 1834 erwarb er den Baltimore Chronicle, eine einflussreiche Tageszeitung der United States Whig Party. Neilson Poe war ebenfalls Direktor des Chesapeake and Ohio Canal sowie der Baltimore and Ohio Railroad. Von 1879 bis 1883 war er Richter am Nachlassgericht in Baltimore.

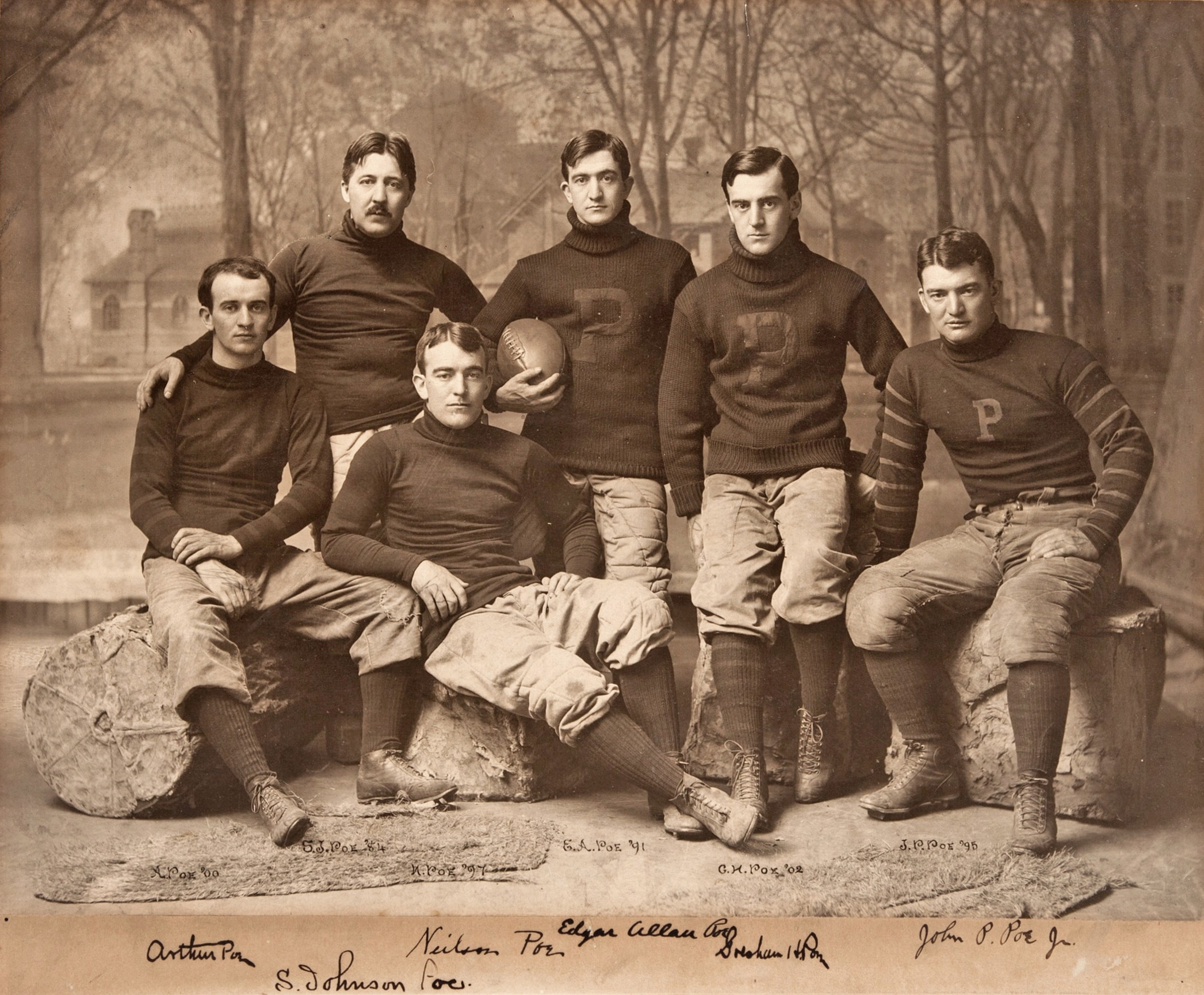
Enkel Neilson Poes: Die Poe brothers, die als Football-Spieler für Princeton bekannt wurden.

Seit dem 30. November 1831 war Neilson Poe mit Josephine Emily Clemm (1808–1889) verheiratet, einer Halbschwester von Virginia Eliza Poe, geb. Clemm, der Ehefrau Edgar Allan Poes. Das Ehepaar hatte den Sohn John Prentiss Poe Sr. (1836–1909), Attorney General des Staates Maryland. Aus dessen Ehe mit Anne Johnson Hough gingen drei Töchter und sechs Söhne hervor. Die Söhne studierten alle an der Princeton University, wo sie zwischen 1882 und 1901 Football spielten und als Poe brothers bekannt wurden.

## Beziehung zu Edgar Allan Poe
Neilson und Edgar Allan Poe kannten sich persönlich, auch wenn sie weit voneinander entfernt wohnten. Es ist einige Korrespondenz zwischen beiden erhalten. Aus ihr geht hervor, dass das Verhältnis zwischen ihnen zwar freundlich, aber vor allem von Edgar Allan Poes Seite eher kühl war. Neilson wusste zwar, dass Edgar wie er für Zeitungen arbeitete und auch als Schriftsteller tätig war, aber v. a. Letzteres schien ihn – zumindest zu Edgars Lebzeiten – nicht sonderlich zu interessieren. Diese Einstellung änderte sich allerdings mit Edgars Tod.
1830 hatte Neilson einen Brief an seine Cousine und spätere Ehefrau Josephine Clemm geschrieben, in dem er mit Stolz auf seinen Cousin Edgar verwies:

“Edgar Poe has published a volume of Poems [Tamerlane and Other Poems] one of which is dedicated to John Neal the great autocrat of critics – Neal has accordingly published Edgar as a Poet of great genius etc. – Our name will be a great one yet.”

„Edgar Poe hat einen Band Gedichte veröffentlicht, von denen eines John Neal, dem großen Autokraten der Literaturkritik, gewidmet ist – Neal nannte ihn daraufhin in einem Artikel einen Poeten ersten Ranges etc. – Unser Name wird noch einmal unsterblich werden.“

### Virginia Clemm
Der Stammbaum der Poe-Familie(n) ist ein komplexes Geflecht aufgrund von Eheschließungen unter nahen Verwandten im 18. und 19. Jahrhundert. So heiratete Edgar Allan Poe seine Cousine 1. Grades Virginia Clemm. Neilson Poe wiederum heiratete ebenfalls eine seiner Cousinen: Josephine Clemm, gleichzeitig Halbschwester von Poes Ehefrau und somit auch mit ihm verwandt.
Diese engen Verwandtschaftsverhältnisse führten dazu, dass Neilson Poe 1835 der erst 13-jährigen Virginia Clemm per Schreiben an deren Mutter Maria (1790–1871) das Angebot machte, sie in seinen Haushalt aufzunehmen, um ihr eine gute Erziehung und ein gesichertes Leben bieten zu können. Virginia lebte zu diesem Zeitpunkt zusammen mit ihrer Mutter, einer Tante Edgar Allan Poes, in sehr bescheidenen Verhältnissen. Maria Clemm informierte Edgar Allan Poe umgehend über das Angebot. Edgar hielt sich gerade in Richmond auf. Das Angebot seines Cousins hätte bedeutet, dass Virginia (wahrscheinlich für immer) nach Baltimore ziehen und Edgar sie unter Umständen nie wieder sehen würde. Dessen Zuneigung zu seiner Cousine war zu dieser Zeit aber bereits so groß (und beruhte auf Gegenseitigkeit), dass Edgar bereits eine Ehe mit Virginia in Betracht gezogen hatte. Es muss davon ausgegangen werden, dass Neilson Poe von dieser Absicht Kenntnis hatte und der Meinung war, dass Virginia für eine Heirat zu jung sei – obwohl derartige Eheschließungen sowie eine Heirat unter nahen Verwandten zu dieser Zeit in den Südstaaten der USA als nicht sonderlich ungewöhnlich betrachtet wurden.
Das Angebot stürzte Poe unmittelbar in eine existentielle Krise. In einem geradezu hysterischen Brief vom 29. August 1835 an Maria Clemm beschwor er diese, Virginia nicht gehen zu lassen, und beschwor zudem seine Liebe zu letzterer. Quinn bezeichnet diesen Brief als „one of the most important documents in his biography“ („eines der wichtigsten Dokumente in seiner Biografie“).
Poe schuf anschließend Fakten: Am 22. September 1835 besorgte er in Baltimore eine amtliche Heiratserlaubnis für Virginia und sich. Wahrheitswidrig wurde in der Urkunde behauptet, die Braut sei „volle 21 Jahre alt“ und damit volljährig – tatsächlich war sie noch keine 14. Der Bräutigam hingegen war 27. Anschließend soll – mit Erlaubnis Maria Clemms, der Mutter bzw. Tante – am selben Tag eine private Trauung stattgefunden haben. Die kirchliche Trauung fand erst am 16. Mai 1836 in Richmond statt.
In einem Brief vom 7. Oktober 1839 bezeichnete Edgar Allan Poe seinen Cousin Neilson als seinen „erbittertsten Feind […] auf der Welt“ (“the bitterest enemy I have in the world”), der zudem neidisch auf seinen literarischen Ruf sei. Die Poe-Forschung ist sich uneins, was die Ursachen für dieses harsche Urteil waren. Gründe könnten sein, dass Neilson 1838 Edgars Bitten um finanzielle Unterstützung abgelehnt hatte, Edgar Allan Poe aber kurz darauf selbst in einem Brief schrieb, dass sich sein Cousin zu diesem Zeitpunkt selbst in finanziellen Schwierigkeiten befunden habe, ihm andernfalls mit Sicherheit geholfen hätte. Evtl. war es aber auch das Angebot von 1835, Virginia zu sich nach Baltimore zu holen. Einige vermuten, dass Neilson sie so dem Einfluss Edgars entziehen und die Heirat verhindern wollte, weil er sie für zu jung hielt.
1847, zwei Jahre vor Edgar Allan Poes Tod, soll Neilson Poe geäußert haben, dass er Edgars früh verstorbenen Bruder Henry Poe für einen größeren Genius hielt als Edgar.

### Tod Edgar Allan Poes
Edgar Allan Poe starb unerwartet am 7. Oktober 1849 im Alter von 40 Jahren in Baltimore, wo er auf einer Reise von Richmond nach New York einen Zwischenstopp machte. Was in den letzten fünf Tagen bis zu seinem Tod genau geschah, ist bis heute ungeklärt. Am 3. Oktober wurde er hilflos aufgefunden und in das Washington College Hospital gebracht, wo sich der Arzt John Joseph Moran bis zu seinem Tod um ihn kümmerte.
Am 4. Oktober informierte Moran Neilson Poe, dass sich Edgar Allan Poe in bedenklichem Zustand im Krankenhaus befinde. Neilson begab sich umgehend dorthin, wurde aber nicht zu seinem Cousin vorgelassen, weil man dies aus medizinischen Gründen für nicht sinnvoll hielt. In den Morgenstunden des 7. Oktobers erhielt Neilson die Nachricht, dass Edgar Allan Poe gestorben sei.

“He died on Sunday morning, about 5 o’clock … I was never so much shocked, in my life, as when on Sunday morning, notice was sent to me that he was dead. Mr. Herring & myself immediately took the necessary steps for his funeral …”

Edgar Allan Poes Beisetzung fand am nächsten Tag auf dem Westminster Presbyterian cemetery u. a. im Beisein Neilson Poes statt, der die Kosten für den Leichenwagen und den Grabstein übernommen hatte. Da der fertige Grabstein aber während des Transportes zum Friedhof zerstört wurde, blieb Poes Grab bis 1875 unmarkiert. Nach Edgar Allan Poes Tod war Neilson als juristischer Beistand für dessen alleinstehende Schwiegermutter tätig.
Am 17. November 1875 wurde der Leichnam umgebettet und ein Grabmal errichtet. An den Feierlichkeiten nahm Neilson Poe teil.
In den 1870ern charakterisierte N. H. Morison, ein Freund Neilson Poes, ihn wie folgt:

“Mr. N. Poe, at that time, 1860, intended writing a Memoir of his cousin [Edgar Allan Poe], made some collection of facts, but never wrote anything. He belongs, so his friends say, to the class of dilatory men, who plan and never do.”